# Sean Lemass
Seán Francis Lemass (15 de julio de 1899 - 11 de mayo de 1971) fue uno de los políticos irlandeses más influyentes del siglo XX. Fue Taoiseach (jefe de gobierno) de la República de Irlanda desde 1959 hasta 1966.

Participó tanto en el Alzamiento de Pascua de 1916 como en la Guerra de la Independencia irlandesa y la Guerra Civil posterior. Fue elegido por primera vez como diputado (Teachta Dála) en la Dáil Éireann (cámara baja irlandesa) por el Sinn Féin en 1924 y fue reelegido hasta su jubilación en 1969. Fue miembro fundador de Fianna Fáil en 1926, y desempeñó los cargos de Ministro de Comercio y Ministro de Intendencia en los sucesivos gobiernos formados por Fianna Fáil.
Lemass es comúnmente considerado como uno de los principales arquitectos de la Irlanda moderna. Se le recuerda por su trabajo en desarrollo de la industria irlandesa, así como por su postura favorable a reforzar los lazos existentes entre la República y la provincia británica de Irlanda del Norte en los años 1960. 
- Datos: Q467680
- Multimedia: Seán Lemass / Q467680